# Vestenanova
Vestenanova és un comune (municipi) de la província de Verona, a la regió italiana del Vèneto, situat a uns 90 quilòmetres a l'oest de Venècia i a uns 25 quilòmetres al nord-est de Verona.
A 1 de gener de 2020 la seva població era de 2.559 habitants.
Vestenanova limita amb els següents municipis: Altissimo, Badia Calavena, Chiampo, Crespadoro, San Giovanni Ilarione, San Pietro Mussolino, Selva di Progno i Tregnago.